# Liquidacionismo (economía)
El liquidacionismo es la creencia heterodoxa de la escuela austriaca en economía de que el gobierno o el banco central no deben tomar medidas para mitigar los efectos de las recesiones, sino más bien que el "dolor temporal" de las empresas que se liquidan a causa de las crisis es una solución en sí misma. En contraste, los economistas de la corriente principal piensan que ″tenemos todas las razones para pensar que los esfuerzos gubernamentales para proporcionar liquidez y estímulo fiscal, y para evitar que el pánico del contagio colapse el sistema financiero, están justificados″.